# 요미카키촌
요미카키촌(読書村)은 나가노현 니시치쿠마군에 있던 촌이다. 현재의 기소군 나기소정에 해당한다.

## 역사
- 1889년 4월 1일 - 정촌제 시행에 의해 아즈마촌의 구역을 가지고 요미카키촌이 성립하였다.
- 1961년 1월 1일 - 요미카키촌, 아즈마촌 및 다다치촌이 합병해 나기소정이 성립하여, 동일 요미카키촌은 폐지되었다.

## 교통

### 철도
- 일본국유철도
  - 주오 본선

### 도로
- 국도 제19호선

## 참고문헌
- 角川日本地名大辞典 20 長野県